# هونغ تاي تشي
الإمبراطور هونج تاي تشي (28 من نوفمبر 1592م – 21 من سبتمبر 1643م؛ حكم من 1626م – 1643م)، تُترجم أيضًا هوانج تاي تشي اعتمادًا على نسخ اللغة الصينية لاسمه، هو الإمبراطور الأول لأسرة تشينغ.وكان هونج تاي تشي الإمبراطور الأول لأسرة تشينغ بعد حصوله على اللقب في عام 1636م. لم ينل والده نورهس الكرامة الإمبراطورية بينما كان على قيد الحياة، ولكنه حصل على هذا اللقب كمكافأةٍ بعد وفاته.
كان هونج تاي تشي مسؤولاً عن توطيد الإمبراطورية التي أسسها والده نورهس. وقد وضع الأساس نحو غزو أسرة مينج، وبرغم ذلك فقد توفي قبل تحقيق ذلك. كان مسؤولًا عن تغيير اسم شعبه من جورشن إلى مانشو عام 1635م، بالإضافة إلى تغيير اسم الأسرة من جين الأخيرة إلى تشينغ في عام 1636م.استمرت أسرة تشينغ حتى عام 1912م.

## توطيد السلطة
كان هونغ تاي تشي الابن الثامن لنورهس، والذي خلفه حاكمًا ثانيًا لسلالة تشينغ لاحقًا عام 1626. يُحتمل أن يكون ذا أصول مغولية من جهة والدته ييهي-نارا مونغو جيرجير، ويُعتقد أنه كان مرتبطًا وراثيًا بشعب الدور المغولي كونه عضوًا في عشيرة آيشن جيورو.
قيل إن كان له يدًا في انتحار والدة دورغون، السيدة أباهاي، في محاولةٍ منه لمنع أخيه الأصغر من خلافة الحكم، رغم اعتبار ذلك دومًا من قبيل الشائعات. تستند هذه الشكوك إلى أن هونغ تاي تشي، وقت وفاة نورهس، كان أحد أربعة أمراء (بايلي) وكان صاحب المرتبة الأدنى بينهم، رغم أنه كان الأجدر بالحكم.
في أواخر عهد نورهس، كان تاي تشي يسيطر على الرايتين البيضاوين، لكنه بعد وفاة السيدة أباهاي، قام بتبديل رايتيه مع الرايتين الصفراوين الخاصتين بدورغون ودودو. بذلك، أصبح هونغ تاي تشي يملك السيطرة على الرايات الأعلى فئةّ -الرايتين الصفراوين الصافية والمحددة- وأصبح صاحب النفوذ الأكبر. من هناك، بدأ تدريجيًا في التخلص من سلطات منافسيه. لاحقًا، حصل أيضًا على الراية الزرقاء الصافية من أخيه الخامس مانغولتاي، والتي كانت ثالث أقوى راية. أصبحت هذه الرايات تُعرف رسميًا باسم «الرايات الثلاثة العليا» في السنوات الأولى من عهد سلالة تشينغ.

## التوسع
واصل هونغ تاي تشي توسع أسرة جين في منشوريا، إذ دفع بحدودها ضمن هضبة منغوليا، وشن غارات على سلالتي جوسون ومينغ. حظيت قدراته العسكرية الشخصية بإشادة واسعة، وطوّر بشكل فعّال نظام الإدارة العسكرية والمدنية المعروف باسم الرايات الثمانية أو نظام الرايات. كان هذا النظام مناسبًا لاستيعاب الشعوب المختلفة، وخصوصًا الهان والمغول، الذين انضموا إلى دولة جين إما عبر اتفاقيات تفاوضية أو بعد الهزيمة العسكرية.
رغم أن هونغ تاي تشي دعم البوذية التبتية علنًا، كان في الخفاء يزدري معتقدات المغول البوذية، ويعتقد أنها مدمّرة لهويتهم المغولية. نُقل عنه قوله: «إن الأمراء المغول يتخلّون عن اللغة المغولية؛ وأسماؤهم أصبحت تقليدًا للّامات». لم يكن المانشو، بمن فيهم هونغ تاي تشي، يؤمنون شخصيًا بالبوذية التبتية، وقلّة منهم رغبوا اعتناقها. وصف هونغ تاي تشي بعض اللّامات البوذيين التبتيين بأنهم «غير قابلين للإصلاح» و«كذّابون»، لكنه استمر في دعم البوذية بغرض استغلال إيمان التبتيين والمغول بها.
بدأ هونغ تاي تشي حملته العسكرية من خلال إخضاع حليف مينغ القوي في كوريا. في فبراير 1627، عبرت قواته نهر يالو المتجمّد. في عام 1628، حاول غزو سلالة مينغ، لكنه هُزم على يد القائد يوان تشونغهوان واستخدامه الفعّال للمدفعية. خلال السنوات الخمسة التالية، خصّص هونغ تاي تشي الموارد لتدريب قواته لمعادلة قوة مدفعية مينغ.
حدّث هونغ تاي تشي أسلحة الإمبراطورية. أدرك أهمية «المدافع الحمراء» فاشتراها لاحقًا وضمّها إلى جيشه. رغم أن سلالة مينغ كانت ما تزال تمتلك عددًا أكبر من المدافع، أصبح هونغ تاي تشي يمتلك مدافع تضاهيها في القوة، بالإضافة إلى أقوى سلاح فرسان في آسيا. خلال هذه الفترة أيضًا، أرسل عدة غارات استطلاعية إلى شمال الصين، لكنها هُزمت. كانت أولى تلك الهجمات عبر ممر جيهول، ثم في عامي 1632 و1634 أرسل غارات أخرى إلى إقليم شانشي.
في عام 1636، غزا هونغ تاي تشي مملكة جوسون الكورية، وذلك لأنها لم تعترف بتنصيبه إمبراطورًا ورفضت مساعدته في العمليات العسكرية ضد أسرة مينغ. بعد استسلام أسرة جوسون في عام 1637، نجح هونغ تاي تشي في إجبارهم على قطع علاقاتهم مع أسرة مينغ، وأرغمهم على الخضوع ودفع الجزية إلى سلالة تشينغ الحاكمة. خلال هذه الفترة أيضًا، سيطر هونغ تاي تشي على منطقة منغوليا الداخلية، التي كانت تمثل خط الدفاع الشمالي للصين، وذلك من خلال ثلاث حروب كبرى، انتهت جميعها بانتصاره. من عام 1636 حتى عام 1644، أرسل أربع حملات رئيسية إلى منطقة نهر آمور. في عام 1640، أكمل غزو شعب الإيفينك عندما هزم زعيمهم بومبوجور وأسره. بحلول عام 1644، أصبحت المنطقة بأكملها تحت سيطرته.
كان مخطط هونغ تاي تشي البدئي هو التوصل إلى اتفاق مع أسرة مينغ. لو كانت أسرة مينغ على استعداد لتقديم الدعم المالي والمادي، وهو ما كان سيعود بالنفع على اقتصاد أسرة تشينغ، كانت عائلة تشينغ في المقابل ستتجنب مهاجمة حدود مينغ، بل وكانت ستقبل أيضًا الاعتراف بنفسها دولةً في مرتبة أدنى من سلالة مينغ. مع ذلك، تذكّر مسؤولو البلاط في أسرة مينغ الاتفاقية السابقة التي سبقت حروب سلالة سونغ مع إمبراطورية جين، فرفضوا هذا العرض. استنكر هونغ تاي تشي هذا التشبيه، قائلًا: «لا حاكمكم المينغي من سلالة سونغ، ولا نحن خليفون للجين. لقد كان ذلك زمنًا آخر». لم يكن هونغ تاي تشي يرغب في غزو سلالة مينغ في البداية، لكن رفضهم هو ما دفعه في النهاية إلى اتخاذ موقف هجومي. كان أول من شجّعه على غزو سلالة مينغ هم مستشاروه الهان من العرق الصيني: فان وينتشنغ وماه غوزهو ونينغ وانوو. أدرك هونغ تاي تشي أن المانشو بحاجة إلى المنشقين من عرق الهان لمساعدتهم في غزو أسرة مينغ، ولهذا السبب شرح لأبناء قومه من المانشو ضرورة معاملته اللينة للمنشقين الجدد، مثل الجنرال المينغي هونغ تشينغتشو، الذي استسلم لأسرة تشينغ في عام 1642.

## الحكومة
عندما تولّى هونغ تاي تشي السلطة، كانت القوات العسكرية عبارة عن فرق مكوّنة من المغول والمانشو فقط. بحلول عام 1636، أنشأ هونغ تاي تشي أولى الفرق العسكرية الصينية الكثيرة. قبل غزو أسرة مينغ، بلغ عدد الفرق التي نظمها مع خلفائه 278 فرقة من المانشو و120 فرقة من المغول و165 فرقة من الهان. بحلول وقت وفاة هونغ تاي تشي، أصبح عدد أفراد الهان في الجيش أكبر من عدد المانشو، وقد أدرك أهمية فرض السيطرة مع نيل رضا غالبية الهان. لذلك، لم يدمج الهان في الجيش فقط، بل أيضًا في الحكومة. تم إنشاء مجلس المسؤولين التشاوريين ليكون أعلى سلطة لصنع السياسات، وكان مكوّنًا بالكامل من المانشو. مع ذلك، تبنّى هونغ تاي تشي بعض المؤسسات الإدارية من أسرة مينغ، مثل الوزارات الستة وهيئة الرقابة وغيرها من المؤسسات. كان يرأس كل من هذه الوزارات الأدنى أمير من المانشو وأربعة رؤساء: اثنان من المانشو وواحد من المغول وواحد من الهان. بقي هذا الهيكل الأساسي قائمًا لفترة طويلة، رغم أن التفاصيل الدقيقة له تغيّرت بمرور الزمن.